# 葉山純之輔
葉山 純之輔（はやま じゅんのすけ、1902年1月26日 - 没年不詳）は、日本の俳優である。本名は田中 慶一（たなか けいいち）、初期には葉山 純之助（読み同）と表記していた。

## 人物・来歴
1902年（明治35年）1月26日、東京府東京市芝区（現在の東京都港区芝）に「田中慶一」として生まれる。
1920年（大正9年）、旧制・開成中学校（現在の開成高等学校）を卒業する。満24歳を迎える1926年（大正15年）、松竹キネマの松竹蒲田撮影所に入社する。入社第1作は、斎藤寅次郎監督の森野五郎主演作品『桂小五郎と幾松』であった。同年、斎藤監督の『噫河野巡査』で初主演する。同年、吉野二郎監督の『清水次郎長全伝』で小政を演じ、認められた。
1928年（昭和3年）、河合プロダクション（のちの河合映画製作社）の設立に参加し、同社の町屋撮影所で製作された悪麗之助監督の『ふくろう組』に出演した。同年、丘虹二監督の『天保水滸伝』で主演、村越章二郎監督の『水戸浪士』等に主演し、大河内傳次郎に似た風貌から、「16ミリ大河内」と呼ばれた。1932年（昭和7年）に主演した根岸東一郎監督の『新聞記者』は、現代劇での初主演である。河合映画のナンバーワンスターとなったが、1933年（昭和8年）、多摩川撮影所（現在の角川大映撮影所）を建設した日本映画に引き抜かれる。同年、葉山映画聯盟を設立、映画製作を開始、2作の主演作を製作、新興キネマが配給した。
1934年（昭和9年）、京都に移り、日活京都撮影所に入社、尾形十三男監督、沢田清主演の『血涙上意討ち』に出演した。翌1935年（昭和10年）、稲垣浩監督の『千両礫』で大河内傳次郎主演作に出演したのを最後に、マキノ正博（のちのマキノ雅弘）のマキノトーキー製作所設立に参加、翌1936年（昭和11年）1月、陣容を発表した際に「技芸部男優」として名を連ねている。入社第1作は、久保為義・マキノ正博共同監督による『白浪五人男』で、月形龍之介、沢村国太郎、原駒子らと共演した。同年、久保・マキノ共同監督による『次郎長裸旅』、マキノらが監督した『修羅八荒』で主演した。翌1937年（昭和12年）4月、同社は解散となり、マキノ正博が監督した『花婿百万石』に出演したのを最後に、松竹下加茂撮影所に移籍した。同社では「A級の脇役」と位置づけられた。
第二次世界大戦後、1946年（昭和21年）、溝口健二監督の『歌麿をめぐる五人の女』 を最後に映画界を引退した。

## おもなフィルモグラフィ
- 『桂小五郎と幾松』 : 斎藤寅次郎監督、1926年
- 『噫河野巡査』 : 斎藤寅次郎監督、1926年
- 『清水次郎長全伝|清水次郎長全伝 安政殺人剣の巻』 : 吉野二郎監督、1926年 - 小政役
- 『清水次郎長全伝|清水次郎長全伝 後篇 阿修羅復讐の巻』 : 吉野二郎監督、1926年 - 小政役
- 『ふくろう組』 : 悪麗之助監督、1928年
- 『天保水滸伝』 : 丘虹二監督、1928年
- 『清川八郎』 : 丘虹二監督、1929年
- 『水戸浪士』 : 村越章二郎監督、1930年
- 『新聞記者』 : 根岸東一郎監督、1932年
- 『岩太郎旅日記』 : 山口哲平監督、1933年
- 『平手造酒 白衣鬼剣録』 : 山口哲平監督、1933年
- 『血涙上意討ち』 : 尾形十三男監督、1934年
- 『国定忠次』 : 山中貞雄監督、1934年
- 『千両礫』 : 稲垣浩監督、1935年
- 『白浪五人男』 : 久保為義・マキノ正博共同監督、1936年
- 『次郎長裸旅』 : 久保為義・マキノ正博共同監督、1936年
- 『修羅八荒 第一篇』 : マキノ正博監督、1936年
- 『修羅八荒 第二篇』 : マキノ正博・久保為義共同監督、1936年
- 『修羅八荒 第三篇』 : マキノ正博・中川信夫共同監督、1936年
- 『花婿百万石』 : マキノ正博監督、1937年
- 『御守殿お町』 : 笠井輝二監督、1937年
- 『蒙古襲来 敵国降伏』 : 秋山耕作監督、1937年 - 朴世忠役
- 『忠次旅日記』 : 二川文太郎監督、1939年
- 『残菊物語』 : 溝口健二監督、1939年
- 『元禄女』 : 冬島泰三監督、1941年
- 『歌麿をめぐる五人の女』 : 溝口健二監督、1946年 - 引退作

## 註
1. 1 2 3 4 5 6 7 8 9 10 11 12 13 14 15 16 17 18  『芸能人物事典 明治大正昭和』、日外アソシエーツ、1998年、「葉山純之輔」の項。
2. 1 2 3 4 5 6 7 8 9  #外部リンク、「葉山純之輔」、日本映画データベース、2009年11月13日閲覧。
3. ↑   『映画渡世 天の巻 - マキノ雅弘自伝』、マキノ雅弘、平凡社、1977年、p.246、p.280、p.338-374.